# Iskam nešto ot teb
Iskam nešto ot teb è un singolo dei cantanti bulgara Andrea e Djordan, pubblicato il 24 ottobre 2014.